# Deven Verma
Deven Verma (Pune, 23 ottobre 1937 – Pune, 2 dicembre 2014) è stato un attore, produttore cinematografico e regista indiano.

## Filmografia
Attore (lista parziale)
- Chori Mera Kaam, regia di Brij Sadanah (1975)
- Besharam, regia di Deven Verma (1978)
- Chor Ke Ghar Chor, regia di Vijay Sadanah (1978)
- Angoor, regia di Gulzar (1982)
- Andaz Apna Apna, regia di Rajkumar Santoshi (1994)

Produttore
- Yakeen (1969)
- Nadaan (1971)
- Besharam (1978)
- Chatpati (1983)
- Dana Paani (1989)

Regista
- Nadaan (1971)
- Bada Kabutar (1973)
- Besharam (1978)
- Dana Paani (1989)

## Premi
- Filmfare Awards
  - 1976: "Best Comedian/Comedienne"
  - 1979: "Best Comic Actor"
  - 1986: "Best Comic Actor"